# Lea Dabič
Lea Dabič (ur. 10 czerwca 1981 w Bohinjskiej Bistricy) – słoweńska narciarka alpejska, olimpijka, czterokrotna mistrzyni kraju.

## Przebieg kariery
Po raz pierwszy na arenie międzynarodowej pojawiła się 29 listopada 1996 roku w Hochgurgl, gdzie w zawodach FIS nie ukończyła giganta. W 1999 roku wystąpił na mistrzostwach świata juniorów w Pra Loup, zajmując między innymi 11. miejsce w zjeździe. Jeszcze dwukrotnie startowała na imprezach tego cyklu, najbliżej medalu była podczas mistrzostw świata juniorów w Verbier w 2001 roku, gdzie była czwarta w slalomie i kombinacji.
W 2002 roku wystąpiła na igrzyskach olimpijskich w Salt Lake City. Wzięła udział w jednej konkurencji – w slalomie nie ukończyła pierwszego przejazdu i nie została sklasyfikowana.
W 2003 roku uczestniczyła w mistrzostwach świata w Sankt Moritz, gdzie zajęła 12. miejsce w kombinacji i 31. w slalomie.
W Pucharze Świata zadebiutowała 18 lutego 2001 roku w Garmisch-Partenkirchen, kiedy wystąpiła w slalomie, ale nie została sklasyfikowana. Po raz pierwszy ukończyła rywalizację, a zarazem zdobyła pierwsze w karierze punkty do klasyfikacji generalnej cyklu 5 stycznia 2002 roku w Mariborze, plasując się na 14. miejscu w slalomie. Punkty Pucharu Świata zdobyła jeszcze pięciokrotnie, a najwyższym miejscem osiągniętym przez nią w zawodach Pucharu Świata było 13. miejsce w styczniu 2003 roku w Bormio w slalomie. w sezonie 2002/2003 zajęła 79. miejsce w klasyfikacji generalnej
Czterokrotnie została mistrzynią Słowenii w konkurencjach alpejskich. W zawodach o mistrzostwo kraju zwyciężyła w 2001, 2002 i 2003 roku w slalomie oraz w 1999 roku w kombinacji.

## Osiągnięcia

### Igrzyska olimpijskie
| Miejsce | Dzień     | Rok  | Miejscowość    | Konkurencja | Czas biegu | Strata | Zwyciężczyni    |
| ------- | --------- | ---- | -------------- | ----------- | ---------- | ------ | --------------- |
| DNF1    | 20 lutego | 2002 | Salt Lake City | Slalom      | 1:46,10    | -      | Janica Kostelić |

### Mistrzostwa świata
| Miejsce | Dzień     | Rok  | Miejscowość  | Konkurencja | Czas biegu | Strata | Zwyciężczyni    |
| ------- | --------- | ---- | ------------ | ----------- | ---------- | ------ | --------------- |
| 12.     | 10 lutego | 2003 | Sankt Moritz | Kombinacja  | 2:41,63    | +4,35  | Janica Kostelić |
| 31.     | 15 lutego | 2003 | Sankt Moritz | Slalom      | 1:39,55    | +7,04  | Janica Kostelić |

### Mistrzostwa świata juniorów
| Miejsce | Dzień     | Rok  | Miejscowość | Konkurencja | Czas biegu | Strata     | Zwyciężczyni         |
| ------- | --------- | ---- | ----------- | ----------- | ---------- | ---------- | -------------------- |
| 23.     | 9 marca   | 1999 | Pra Loup    | Slalom      | 1:46,62    | +5,50      | Anja Pärson          |
| 34.     | 10 marca  | 1999 | Pra Loup    | Gigant      | 1:53,82    | +7,80      | Denise Karbon        |
| 11.     | 13 marca  | 1999 | Pra Loup    | Zjazd       | 1:11,09    | +1,31      | Kerstin Reisenhofer  |
| 24.     | 14 marca  | 1999 | Pra Loup    | Supergigant | 1:14,06    | +2,55      | Karin Blaser         |
| 21.     | 21 lutego | 2000 | Québec      | Zjazd       | 1:13,47    | +2,58      | Fränzi Aufdenblatten |
| 13.     | 22 lutego | 2000 | Québec      | Supergigant | 1:18,79    | +1,87      | Kathrin Wilhelm      |
| 31.     | 25 lutego | 2000 | Québec      | Gigant      | 1:55,08    | +6,35      | Anja Pärson          |
| 42.     | 26 lutego | 2000 | Québec      | Slalom      | 1:50,79    | +21,37     | Anja Pärson          |
| 11.     | 6 lutego  | 2001 | Verbier     | Zjazd       | 1:33,56    | +1,74      | Astrid Vierthaler    |
| 8.      | 7 lutego  | 2001 | Verbier     | Supergigant | 1:33,54    | +1,41      | Kathrin Wilhelm      |
| 36.     | 10 lutego | 2001 | Verbier     | Gigant      | 1:55,08    | +5,85      | Fränzi Aufdenblatten |
| 4.      | 10 lutego | 2001 | Verbier     | Slalom      | 1:16,53    | +3,17      | Christine Sponring   |
| 4.      | 10 lutego | 2001 | Verbier     | Kombinacja  | 68,33 pkt  | +14,71 pkt | Maria Riesch         |

### Puchar Świata

#### Miejsca w klasyfikacji generalnej
- sezon 2000/2001: -
- sezon 2001/2002: 87.
- sezon 2002/2003: 79.
- sezon 2003/2004: -
- sezon 2004/2005: -

#### Miejsca na podium
Dabič nigdy nie stanęła na podium zawodów PŚ.